# 索康·旺钦格勒

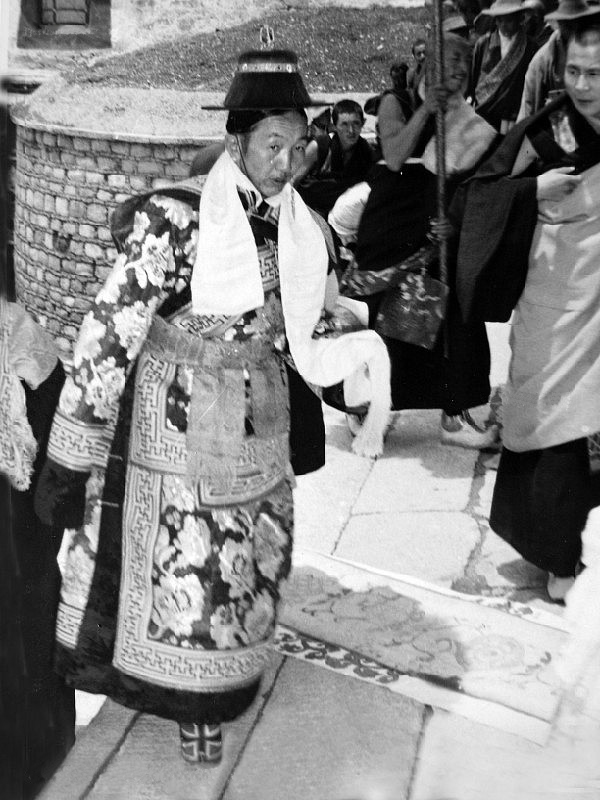
1958年的索康·旺钦格勒

索康·旺钦格勒（藏語：ཟུར་ཁང་དབང་ཆེན་དགེ་ལེགས，威利转写：zur khang dbang chen dge legs，1910年—1977年）藏族，西藏拉薩人，西藏贵族，噶伦。

## 生平
索康·旺钦格勒生于一个西藏贵族家庭，属索康家族。其父亲索康·旺钦才旦放弃了继承权后，索康·旺钦格勒成了索康家族的首领。索康·旺钦格勒自幼在英国在江孜开办的英文学校学习。1928年，索康·旺钦格勒出任小噶仲。一度还兼任会计局（Zhibs-khang）的某个职务。1934年，任协尔帮。1936年，作为父亲索康·旺钦才旦的主要秘书赴东部藏区；三年后，随父亲回到拉萨。在康区期间，于1938年升任代本。1941年，任达赖舆驾的年长看护人（phebs-byams vgo-pa rgan-pa，四品）。同年，他奉噶厦之命，向英国购买军火。1943年3月，任朵基的助理，但未就任。1943年8月，任噶伦。1947年，在逮捕前摄政热振活佛时，作为年长的护舆官起带头作用。

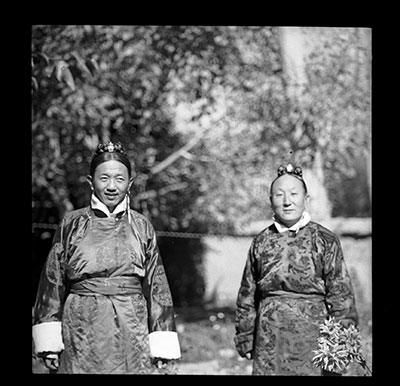
1949年至1950年间，索康·旺钦格勒（左）和朵噶·彭措饒傑（右）在花园中

解放軍入藏前夕，索康·旺钦格勒曾经劝达赖喇嘛逃往印度，自己也以治病为名请假赴印度。解放軍入藏后，1952年5月回到西藏。1954年，陪达赖赴北京，并赴中国内地参观，1954年12月当选全国政协委员。中共方面怀疑他在返回拉萨的途中挑起了康区的“叛乱”。1956年，任西藏自治区筹备委员会委员。同年，借故未参加全国政协会议。1959年3月10日，在藏区骚乱中，索康·旺钦格勒流亡印度，并被撤销西藏自治区筹备委员会委员职务。1960年至1972年，在美国西雅图华盛顿大学供职。此后赴台湾。
1977年1月3日，索康·旺钦格勒在台湾逝世。

## 家庭
他的女兒嫁給美國知名藏學家梅爾文·戈爾茨坦。